# Jacek Machnikowski
Jacek Machnikowski  (ur. 1945) – polski inżynier chemii. Absolwent Politechniki Wrocławskiej. Od 2003 r. profesor na Wydziale Chemicznym Politechniki Wrocławskiej.